# Gymnosporia variabilis
Gymnosporia variabilis är en benvedsväxtart som först beskrevs av William Botting Hemsley, och fick sitt nu gällande namn av Ludwig Eduard Theodor Loesener. Gymnosporia variabilis ingår i släktet Gymnosporia och familjen Celastraceae. Inga underarter finns listade.